# آندره اوکونکوف
آندره یوریویچ اوکونکوف (روسی: Андре́й Ю́рьевич Окунько́в؛ زادهٔ ۲۶ ژوئیهٔ ۱۹۶۹) ریاضی‌دان اهل روسیه است که بر روی نظریه نمایش و کاربردهای آن در هندسه جبری، نظریه ریاضی فیزیک، نظریه احتمالات، و توابع خاص کار می‌کند. او در حال حاضر استاد دانشگاه کلمبیا و سرپرست آکادمیک آزمایشگاه بین‌المللی دانشکده ریاضی دانشگاه اچ‌اس‌ئی است. در سال ۲۰۰۶، او مدال فیلدز را «به دلیل مشارکت در احتمالات پل، نظریه نمایش و هندسه جبری» دریافت کرد.

## تحصیلات و حرفه
او با مدرک لیسانس ریاضیات را از دانشگاه دولتی مسکو در سال ۱۹۹۳ فارغ‌التحصیل شد و دکترای خود را نیز در همان دانشگاه در سال ۱۹۹۵ تحت الکساندر کیریلوف و گریگوری اولشانسکی دریافت کرد. او استاد دانشگاه کلمبیا است. او قبلاً استاد دانشگاه پرینستون بود. در آن زمان به او کمک هزینه تحصیلی پاکارد (۲۰۰۱)، جایزه انجمن ریاضی اروپا (۲۰۰۴) و مدال فیلدز (۲۰۰۶) اهدا شد. همچنین استادیار و دانشیار در برکلی، جایی که به او فلوشیپ تحقیقات اسلون اهدا شد؛ و یک مدرس در دانشگاه شیکاگو. او قرار بود در تابستان ۲۰۲۲ به دانشکده برکلی بپیوندد، اما تصمیم گرفت در کلمبیا بماند و در پاییز ۲۰۲۳ در کلاس تحصیلات تکمیلی تدریس کند.
در سال ۲۰۰۶، در بیست و پنجمین کنگره جهانی ریاضیدانان در مادرید، اسپانیا، او مدال فیلدز را دریافت کرد.
در سال ۲۰۱۶، او به عضویت انجمن فرهنگستان هنر و علوم آمریکا درآمد.